# Iosif Kobzon
Iosif Davidovitsj Kobzon (Russisch: Иосиф Давыдович Кобзон) (Tsjasiv Jar, 11 september 1937 – Moskou, 30 augustus 2018) was een Russische zanger.

## Biografie

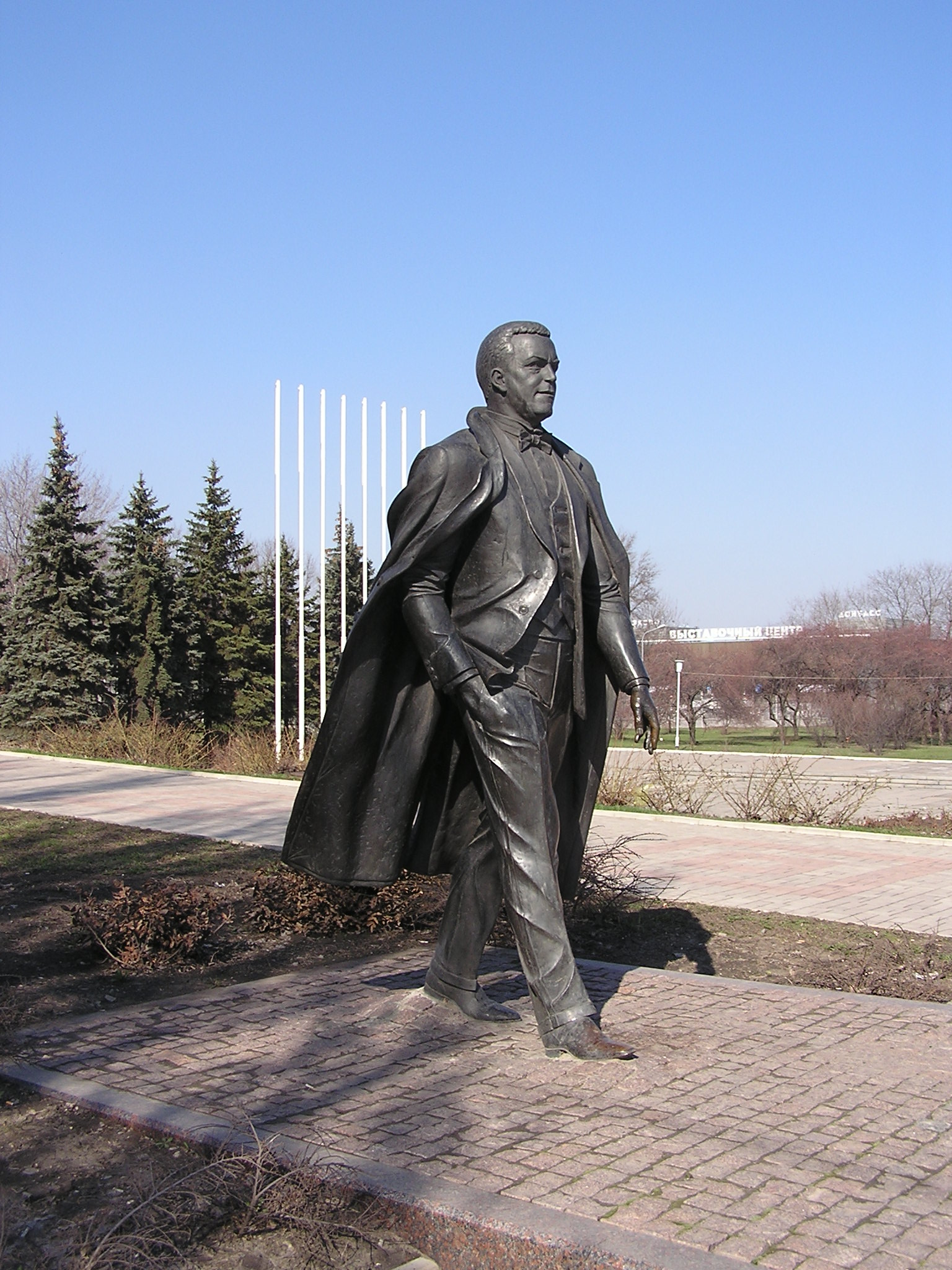
Standbeeld van Kobzon in Donetsk.

Van Joodse afkomst, groeide Kobzon op in het Donetsbekken in bescheiden omstandigheden. In zijn jeugd beoefende hij de bokssport. Aanvankelijk studeerde hij mijnbouwkunde aan de Universiteit van Dnipropetrovsk. Na zijn militaire dienst volgde hij 1958-1962 een muzikale opleiding aan de Gnessin Staatsacademie voor Muziek in Moskou. In de daaropvolgende decennia werd de bariton een van de populairste zangers van de Sovjet-Unie. Kobzon ontving vele staatsonderscheidingen in zijn carrière zoals de Staatsprijs van de Sovjet-Unie en de onderscheiding Volksartiest van de Sovjet-Unie. Hij vertegenwoordigde de Sovjet-Unie bij optredens in vele landen. Hij deelde het podium met onder anderen Liza Minnelli en Julio Iglesias.
Na het uiteenvallen van de Sovjet-Unie zette Kobzon zijn carrière in Rusland met succes voort. Sinds 1997 was hij lid van de Doema. In 2012 werd hij onderscheiden met de Orde van Verdienste voor het Vaderland, 1e klasse.
Kobzon werd regelmatig als "de Russische Frank Sinatra" beschreven. De bijnaam kreeg hij ten dele wegens zijn bekendheid en zijn vocale crooner-stijl, deels echter ook vanwege zijn vermeende contacten met de georganiseerde misdaad. In 1995 werd hem om deze reden een Amerikaans visum geweigerd. Kobzon werd beschouwd als een vertrouweling van de oud-burgemeester van Moskou, Joeri Loezjkov.
In de context van de politieke crisis in Oekraïne in 2014 werd Kobzon, die als staatsgetrouw Russisch artiest gold, de toegang ontzegd tot Oekraïne en Letland, waar hij op het festival New Wave zou optreden. In oktober 2014 trad hij in Donetsk op naast de separatistische leider Aleksandr Zachartsjenko. Nadat het Oekraïense tv-kanaal Inter in zijn nieuwjaarsuitzending van 2015 een optreden van Kobzon had getoond, vielen ongeveer 20 gemaskerde personen de tv-studio in Kiev aan en gooiden de ruiten in. De Oekraïense minister van Informatie Joeri Stets sprak zich uit voor intrekking van de zendvergunning van het kanaal. Op 16 februari 2015 werd Kobzon door de Europese Unie gezet op de zwarte lijst van personen aan wie de toegang tot de landen van de Unie werd ontzegd.
Na de crash van het toestel Toepolev Tu-154 in de Zwarte Zee op 25 december 2016, waarbij een deel van het Russische legerkoor Aleksandrov Ensemble omkwam, maakte Kobzon bekend dat hij was uitgenodigd om mee te gaan met dat vliegtuig om met het koor op te treden in Syrië. Hij had de uitnodiging afgewezen vanwege zijn medische situatie. Hij noemde de crash "een tragedie voor de cultuur".
Sinds 2005 leed Kobzon aan kanker. Hij overleed op 80-jarige leeftijd op 30 augustus 2018.
- Bibliothèque nationale de France: cb13829959p (data)
- Gemeinsame Normdatei: 124675018
- International Standard Name Identifier: 0000 0000 7838 2329
- Library of Congress Control Number: no2004040247
- Nationale Bibliotheek van Letland: 000149638
- MusicBrainz: 28442ebf-7450-4eb1-96a9-ab771bc9cd80
- Nationale Bibliotheek van Tsjechië: jo20010084896
- Nationale Bibliotheek van Israël: 987007401227105171
- Virtual International Authority File: 28010730
- WorldCat: E39PBJg8Fxrw6bfB9DYfm6Xw4q